# Biblioteca Estatal de Nueva Gales del Sur
La Biblioteca Estatal de Nueva Gales del Sur (en inglés: State Library of New South Wales), también llamada Biblioteca Mitchell (en inglés: Mitchell Library) es una biblioteca pública ubicada en Sídney, Australia, propiedad del gobierno de Nueva Gales del Sur. Es la biblioteca más antigua de Australia, fue fundada en la colonia de Nueva Gales del Sur en 1826. El actual edificio de la biblioteca fue construido entre 1906 y 1910 con el diseño de Walter Liberty Vernon. Posteriormente fue expandido en 1939, 1959 y 1964. En abril de 1999 fue incorporada al Registro Patrimonial del Estado de Nueva Gales del Sur.

## Historia
La biblioteca surgió en 1826 bajo el nombre de Biblioteca de Suscripción Australiana (en inglés: Australian Subscription Library), una biblioteca privada que ofrecía la consulta de su acervo bajo suscripción. La suscripción costaba cinco libras de admisión y dos libras de cuota anual. La admisión adicionalmente requería de la aprobación del comité directivo de la biblioteca.
En 1869 la biblioteca y su acervo fueron adquiridos por el gobierno de Nueva Gales del Sur por 5100 libras. La biblioteca fue renombrada inicialmente como Biblioteca Pública Gratuita de Sídney (en inglés: Sydney Free Public Library) y renombrada en 1895 como Biblioteca Pública de Nueva Gales del Sur (en inglés: Public Library of New South Wales).
En 1898 David Scott Mitchell, un reconocido coleccionista de libros, ofreció donar toda su colección a la Biblioteca Pública de Nueva Gales del Sur, con la condición de que esta construyera un edificio capaz de almacenar adecuadamente todo su acervo y que brindara suficiente espacio para la lectura y consulta a los usuarios. La planeación del edificio empezó apenas en 1905, sólo después de que Mitchell amenazara con retirar su oferta. En enero de 1906 inició la construcción y en 1907 Mitchell falleció, heredándole todo su acervo al gobierno. La biblioteca fue inaugurada el 8 de marzo de 1910 bajo el nombre de Biblioteca Mitchell en honor de su principal donante. En 1975 la biblioteca fue renombrada como Biblioteca Estatal de Nueva Gales del Sur, aunque todavía es mencionada como Biblioteca Mitchell de forma indistinta.